# Groupe Minoteries
Die Groupe Minoteries SA (GMSA) mit Sitz in Valbroye ist eine industrielle Schweizer Mühlengruppe. Sie ist auf nationaler Ebene tätig und umfasst fünf Produktionsstätten:
- Moulins de Granges SA (mino-farine), Granges-près-Marnand
- Bruggmühle Goldach AG, Goldach und Intermill AG, Safenwil (Logistik)
- Steiner Mühle AG, Zollbrück
- Bonvita AG, Stein am Rhein
- und die Moulin du Valais SA in Riddes

Ihr wichtigstes Produkt ist Weichweizenmehl, das rund 85 Prozent ihres Umsatzes ausmacht. Die Unternehmensgruppe beschäftigt rund 200 Mitarbeiter und erwirtschaftete 2015 einen Umsatz von 148,3 Millionen Schweizer Franken. Das Unternehmen ist an der Schweizer Börse SIX Swiss Exchange kotiert und Mitglied beim Dachverband Schweizerischer Müller (DSM).

## Geschichte
Die Groupe Minoteries wurde 1885 unter dem Namen Minoteries de Plainpalais SA in Genf gegründet. Durch die Übernahme der Bruggmühle Goldach im Jahr 2002 entstand die grösste industrielle Mühlengruppe der Schweiz. Anfang 2011 wurde die Biomill AG (Kleintierfutter) an Fenaco veräussert. Im gleichen Jahr wurde die Steiner Mühle AG übernommen, welche ausschliesslich Bio- und Demetergetreide verarbeitet. Im Jahr 2015 verkaufte die Gruppe ihre Betriebsstätte Moulins de Sion SA und verlagerte die Produktion zur Gebrüder Augsburger AG Rhonemühle Naters, an der sie sich im Gegenzug mit einem Anteil von 30 % beteiligte. Die Produktionsstätte in Penthalaz, welche die Groupe Minoteries im Jahr 2013 von Cargill übernommen hatte, wurde 2016 geschlossen; die Firma Grands Moulins de Cossonay S.á.r.l., die Marke Grands Moulins de Cossonay und die Getreidesammelstelle in Penthalaz werden jedoch weitergeführt. 2024 wurde die Produktionsstätte in Naters geschlossen und als Ersatz eine Steinmühle in Riddes gebaut, die am 1. Juli 2025 eröffnet wurde. Per 1. Juni 2025 wurde die Schweizerische Schälmühle E. Zwicky AG mit Sitz in Wigoltingen übernommen.